# Sexual Aberration (Sesso perverso)
Sexual Aberration (Sesso perverso) è un film documentario del 1979 diretto da Bruno Mattei con lo pseudonimo Jimmy Matheus. 
La pellicola, appartenente al genere mondo movie, è nota anche come Libidomania.
Il film presenta differenti pellicole che cambiano quasi di minuto in minuto.

## Trama
Accompagnato da spiegazioni pseudo-scientifiche il film è costituito da materiale d'archivio combinato con nuove scene, che rappresentano la libido di diversi paesi come Singapore, Giappone, paesi africani equatoriali come Camerun e Africa centrale, fino alla tribù dove dei presunti sciamani devono deflorare le vergini. 